# Festival di Berlino 2005
La 55ª edizione del Festival internazionale del cinema di Berlino si è svolta a Berlino dal 10 al 20 febbraio 2005, con il Theater am Potsdamer Platz come sede principale. Direttore del festival è stato per il quarto anno Dieter Kosslick.
L'Orso d'oro è stato assegnato al film sudafricano U-Carmen di Mark Dornford-May.
L'Orso d'oro alla carriera è stato assegnato al regista Im Kwon-taek e al cineasta e drammaturgo Fernando Fernán Gómez, mentre la Berlinale Kamera è stata assegnata all’attore Daniel Day-Lewis, all'attrice Katrin Sass, alla casa di produzione e distribuzione giapponese Shochiku e a Helene Schwarz, segretaria della Deutsche Film- und Fernsehakademie Berlin.
Il festival è stato aperto dal film in concorso Man to Man di Régis Wargnier.
La retrospettiva di questa edizione, intitolata "Settings - Locations - Scenes. Production Design & Film", è stata dedicata ai grandi scenografi e all'impatto della scenografia nel cinema.
Nella sezione "Berlinale Special" è stato ricordato il direttore della fotografia Carlo Di Palma, scomparso sette mesi prima, con la proiezione di Il deserto rosso di Michelangelo Antonioni.

## Giurie

### Giuria internazionale
- Roland Emmerich, regista, sceneggiatore e produttore (Germania) - Presidente di giuria[6]
- Andrej Kurkov, scrittore (Ucraina)
- Ingeborga Dapkūnaitė, attrice (Lituania)
- Wouter Barendrecht, produttore (Paesi Bassi)
- Nino Cerruti, stilista e imprenditore (Italia)
- Bai Ling, attrice (Cina)
- Franka Potente, attrice (Germania)

### Giuria "Cortometraggi"
- Susan Korda, montatrice (Stati Uniti)[6]
- Marten Rabarts, produttore (Nuova Zelanda)
- Gabriela Tagliavini, regista (Argentina)

### Giurie del Kinderfilmfest/14Plus

#### Kinderjury/Jugendjury
Gli Orsi di cristallo sono stati assegnati da due giurie nazionali, la Kinderjury per la sezione "Kinderfilmfest" e la Jugendjury per la sezione "14plus", composte rispettivamente da undici membri di 11-14 anni e sette membri di 14-18 anni selezionati dalla direzione del festival attraverso questionari inviati l'anno precedente.

#### Giuria internazionale
Il Grand Prix e lo Special Prize sono stati assegnati da una giuria internazionale composta da Sayoko Kinoshita (Giappone), fondatrice del Festival internazionale dell'animazione di Hiroshima, dallo scrittore e sceneggiatore Dieter Bongartz (Germania), la scrittrice, regista e doppiatrice Gunvor Bjerre (Danimarca), il regista e produttore Dominique Standaert (Belgio) e il regista Ntshavheni Wa Luruli (Repubblica del Sudafrica).

## Selezione ufficiale

### In concorso
- Accadde in aprile (Sometimes in April), regia di Raoul Peck (Francia, USA, Rwanda)
- Anklaget, regia di Jacob Thuesen (Danimarca)
- Le avventure acquatiche di Steve Zissou (The Life Aquatic with Steve Zissou), regia di Wes Anderson (USA)
- Follia (Asylum), regia di David Mackenzie (Regno Unito, Irlanda)
- Gespenster, regia di Christian Petzold (Germania, Francia)
- Il gusto dell'anguria (Tian bian yi duo yun), regia di Tsai Ming-liang (Francia, Taiwan)
- In Good Company, regia di Paul Weitz (USA)
- The Hidden Blade (Kakushi ken: Oni no tsume), regia di Yōji Yamada (Giappone)
- Kong que, regia di Gu Changwei (Cina)
- Man to Man, regia di Régis Wargnier (Francia, Sudafrica, Regno Unito)
- Les mots bleus, regia di Alain Corneau (Francia)
- One Day in Europe, regia di Hannes Stöhr (Germania, Spagna)
- Paradise Now, regia di Hany Abu-Assad (Palestina, Francia, Germania, Paesi Bassi, Israele)
- Le passeggiate al Campo di Marte (Le promeneur du Champ de Mars), regia di Robert Guédiguian (Francia)
- Provincia meccanica, regia di Stefano Mordini (Italia)
- La Rosa Bianca - Sophie Scholl (Sophie Scholl - Die letzten Tag), regia di Marc Rothemund (Germania)
- Senza destino (Sorstalanság), regia di Lajos Koltai (Ungheria, Germania, Regno Unito, Israele, Francia)
- Il Sole (Solntse), regia di Aleksandr Sokurov (Russia, Italia, Svizzera, Francia)
- I tempi che cambiano (Les temps qui changent), regia di André Téchiné (Francia)
- Thumbsucker - Il succhiapollice (Thumbsucker), regia di Mike Mills (USA)
- Tutti i battiti del mio cuore (De battre mon coeur s'est arrêté), regia di Jacques Audiard (Francia)
- U-Carmen (U-Carmen eKhayelitsha), regia di Mark Dornford-May (Sudafrica)

### Fuori concorso
- Hitch - Lui sì che capisce le donne (Hitch), regia di Andy Tennant (USA)
- Hotel Rwanda, regia di Terry George (Regno Unito, Sudafrica, Italia)
- Kinsey, regia di Bill Condon (USA, Germania)
- Tickets, regia di Abbas Kiarostami, Ken Loach e Ermanno Olmi (Italia, Regno Unito)

### Cortometraggi
- Child in Time, regia di Maja Weiss (Slovenia)
- Don Kishot be'Yerushalaim, regia di Dani Rosenberg (Israele)
- Gigolo, regia di Bastian Schweitzer (Germania, Svizzera)
- The Intervention, regia di Jay Duplass (USA)
- Jam Session, regia di Izabela Plucinska (Germania, Polonia)
- Killing the Afternoon, regia di Margaret Corkery (Irlanda)
- Milk, regia di Peter Mackie Burns (Regno Unito)
- Spravka, regia di Kira Muratova (Russia)

### Berlinale Special
- 19 Portraits, regia di Thomas Arslan (Germania Ovest)
- Abordage, regia di Kansai Yamamoto (Giappone)
- As It Is in Heaven (Så som i himmelen), regia di Kay Pollak (Svezia, Danimarca)
- Because, regia di Tom Tykwer (Germania Ovest)
- Bersaglio del crimine (Conejo en la luna), regia di Jorge Ramírez Suárez (Messico, Regno Unito)
- Chunhyangdyeon, regia di Im Kwon-taek (Corea del Sud)
- Ci sarà la neve a Natale? (Y'aura t'il de la neige à Noël?), regia di Sandrine Veysset (Francia)
- The Day After Tomorrow - L'alba del giorno dopo (The Day After Tomorrow), regia di Roland Emmerich (USA)
- Il deserto rosso, regia di Michelangelo Antonioni (Italia, Francia)
- Eine Rolle Duschen, regia di Detlev Buck (Germania Ovest)
- Esplanade, regia di Wilma Pradetto (Germania Ovest)
- Farbtest - Rote Fahne, regia di Gerd Conradt (Germania Ovest)
- I guardiani della notte (Nochnoy dozor), regia di Timur Bekmambetov (Russia)
- Der Kanzler im Park, regia di Chris Kraus (Germania Ovest)
- Man gewöhnt sich an alles, regia di Thomas Giefer (Germania Ovest)
- Mutterseelenallein, regia di Bernd Böhlich (Germania)
- Para que no me olvides, regia di Patricia Ferreira (Spagna)
- Schatten der Zeit, regia di Florian Gallenberger (Germania)
- Schwarzbunt Märchen, regia di Detlev Buck e Roger Heeremann (Germania Ovest)
- Subjektitüde, regia di Helke Sander (Germania Ovest)
- Süden, regia di Christian Petzold (Germania Ovest)
- Ventiquattro occhi (Nijûshi no hitomi), regia di Keisuke Kinoshita (Giappone)
- Wer ist Helene Schwarz?, regia di Rosa von Praunheim (Germania)
- Die Worte des Vorsitzenden, regia di Harun Farocki (Germania Ovest)

### Panorama
- 2 oder 3 Dinge, die ich von ihm weiß, regia di Malte Ludin (Germania)
- Adam & Paul, regia di Lenny Abrahamson (Irlanda)
- Amor idiota, regia di Ventura Pons (Spagna, Andorra)
- Un año sin amor, regia di Anahí Berneri (Argentina)
- Based on a True Story, regia di Walter Stokman (Paesi Bassi)
- Be'einaim Atsumot, regia di Adi Halfin (Israele)
- Beyond the Sea, regia di Kevin Spacey (Regno Unito, Germania, USA)
- Bikini, regia di Lasse Persson (Svezia)
- Bulutlari beklerken, regia di Yesim Ustaoglu (Turchia, Francia, Germania, Grecia)
- Childstar, regia di Don McKellar (Canada)
- Chun hua kai, regia di Bingjian Liu (Canada, Cina)
- Chyenne, regia di Alexander Meier (Svizzera)
- Cycles of Porn: Sex/Life in L.A., Part 2, regia di Jochen Hick (Germania)
- Dallas Pashamende, regia di Robert-Adrian Pejo (Germania, Romania, Ungheria)
- Desert Motel, regia di Liza Johnson (USA)
- The Devil and Daniel Johnston, regia di Jeff Feuerzeig (USA)
- Dumplings (Jiao zi), regia di Fruit Chan (Hong Kong)
- The Dying Gaul, regia di Craig Lucas (USA)
- Eläville ja kuolleille, regia di Kari Paljakka (Finlandia)
- Everything in This Country Must, regia di Gary McKendry (USA)
- Forty Shades of Blue, regia di Ira Sachs (USA)
- Fucking Different, film collettivo (Germania)
- Gamblers - Giochi malvagi (Les mauvais joueurs), regia di Frédéric Balekdjian (Francia)
- Gender X, regia di Julia Ostertag (Germania)
- George Michael: A Different Story, regia di Southan Morris (Regno Unito)
- Das Goebbels-Experiment, regia di Lutz Hachmeister (Germania, Regno Unito)
- Goodnight Irene, regia di Sterlin Harjo (USA)
- Green Bush, regia di Warwick Thornton (Australia)
- Hoi Maya, regia di Claudia Lorenz (Svizzera)
- Horst Buchholz... mein Papa, regia di Christopher Buchholz e Sandra Hacker (Germania)
- Inside Gola profonda (Inside Deep Throat), regia di Fenton Bailey e Randy Barbato (USA)
- Katzenball, regia di Veronika Minder (Svizzera)
- Keine Lieder über Liebe, regia di Lars Kraume (Germania)
- Kvish, regia di Nadav Lapid (Israele)
- Lahna Lalhih, regia di Rachid Boutounes (Francia, Marocco)
- Lost Children, regia di Ali Samadi Ahadi e Oliver Stoltz (Germania)
- Lotta libera, regia di Stefano Viali (Italia)
- The Love Crimes of Gillian Guess, regia di Bruce McDonald (Canada)
- Love + Hate, regia di Dominic Savage (Regno Unito, Irlanda)
- Mandala, regia di Im Kwon-taek (Corea del Sud)
- Männer, Helden, schwule Nazis, regia di Rosa von Praunheim (Germania)
- Der Mann mit der Pauke: Wolfgang Neuss, regia di Rüdiger Daniel (Germania)
- Mars - Dove nascono i sogni (Mars), regia di Anna Melikyan (Russia)
- Massaker, regia di Monika Borgmann, Lokman Slim e Hermann Theissen (Francia, Germania, Libano)
- Mixed Signals, regia di Richard Martin (Canada)
- Noksaek uija, regia di Park Cheol-su (Corea del Sud)
- Omiros, regia di Constantine Giannaris (Grecia, Turchia, Austria)
- Ono, regia di Małgorzata Szumowska (Polonia, Germania, Francia)
- Photoljubitjel, regia di Irina Gedrovich (Russia)
- Protocols of Zion, regia di Marc Levin (USA)
- Questa casa non è un albergo (Crustacés & coquillages), regia di Olivier Ducastel e Jacques Martineau (Francia)
- Redentor, regia di Cláudio Torres (Brasile)
- Riyû, regia di Nobuhiko Ôbayashi (Giappone)
- Sad Rooz/Hundred Days, regia di Azadeh de Leon (Iran)
- Sara Jeanne, regia di Kim Seong-sook (Corea del Sud)
- Saratan, regia di Ernest Abdyjaparov (Kirghizistan, Germania)
- Silentium, regia di Wolfgang Murnberger (Austria)
- Sissy-Boy Slap-Party, regia di Guy Maddin (Canada)
- Sombra dolorosa, regia di Guy Maddin (Canada)
- Still Life, regia di Cynthia Madansky (USA)
- La storia di Jack & Rose (The Ballad of Jack and Rose), regia di Rebecca Miller (USA)
- Subway Score, regia di Alexander Isert (Germania)
- Tama tu, regia di Taika Waititi (Nuova Zelanda)
- That Man: Peter Berlin, regia di Jim Tushinski (USA, Canada)
- Den Tigerfrauen wachsen Flügel, regia di Monika Treut (Taiwan, Germania)
- Toh sik, regia di Yonfan (Hong Kong)
- Transamerica, regia di Duncan Tucker (USA)
- Transient, regia di Craig Boreham (Australia)
- Ultranova, regia di Bouli Lanners (Belgio)
- Umsonst gelebt - Walter Schwarze, regia di Rosa von Praunheim (Germania)
- Vai e vivrai (Va, vis et deviens), regia di Radu Mihăileanu (Francia, Israele, Belgio, Italia)
- La vita che vorrei, regia di Giuseppe Piccioni (Italia, Germania)
- Weiße Raben - Alptraum Tschetschenien, regia di Johann Feindt e Tamara Trampe (Germania)
- Who Do You Love?, regia di Jim McRoberts (Regno Unito)
- Who's the Top?, regia di Jennie Livingston (USA)
- Willenbrock, regia di Andreas Dresen (Germania)
- Wir waren niemals hier, regia di Antonia Ganz (Germania)
- Yes, regia di Sally Potter (Regno Unito, USA)
- Zgvis donidan..., regia di George Ovashvili (Georgia)

### Forum
- 13 Lakes, regia di James Benning (USA)
- Amu, regia di Shonali Bose (India, USA)
- Arlit, deuxième Paris, regia di Idrissou Mora Kpai (Benin, Francia, Niger)
- Barrage, regia di Raphaël Jacoulot (Francia)
- The Basis of Make-Up III, regia di Heinz Emigholz (Germania)
- Brasileirinho - Grandes Encontros do Choro, regia di Mika Kaurismäki (Brasile, Finlandia, Svizzera)
- I cancelli del cielo (Heaven's Gate), regia di Michael Cimino (USA)
- Coca: Die Taube von Tschetschenien, regia di Eric Bergkraut (Svizzera, Russia)
- Cómo pasan las horas, regia di Inés de Oliveira Cézar (Argentina)
- Crash Test Dummies, regia di Jörg Kalt (Austria)
- D'Annunzios Höhle, regia di Heinz Emigholz (Germania)
- Durchfahrtsland, regia di Alexandra Sell (Germania)
- Final Cut: The Making and Unmaking of Heaven's Gate, regia di Michael Epstein (USA)
- Gilsoddeum, regia di Im Kwon-taek (Corea del Sud)
- Gong woo, regia di Ching-Po Wong (Hong Kong)
- Grietjie van Garies, regia di Odette Geldenhuys (Sudafrica)
- Ice/Sea, regia di Vivian Ostrovsky (Francia)
- El inmortal, regia di Mercedes Moncada Rodríguez (Messico, Nicaragua, Spagna)
- Der irrationale Rest, regia di Thorsten Trimpop (Germania)
- Jokbo, regia di Im Kwon-taek (Corea del Sud)
- Krisana, regia di Fred Kelemen (Lettonia, Germania)
- Lost and Found, regia di S. Arsenijevic, N. Koseva, M. Laas, K. Mundruczó, C. Mungiu e J. Zbanic (Bosnia Erzegovina, Serbia e Montenegro, Bulgaria, Ungheria, Romania)
- Lü cao di, regia di Hao Ning (Cina)
- Mahiru no hoshizora, regia di Yosuke Nakagawa (Giappone)
- Maximilian's Darkroom, regia di Anne Quirynen (Germania)
- Mein Bruder. We'll Meet Again, regia di Thomas Heise (Germania)
- Melegin Düsüsü, regia di Semih Kaplanoğlu (Grecia, Turchia)
- Miscellanea III, regia di Heinz Emigholz (Germania)
- Mountain Patrol - Battaglia in paradiso (Kekexili), regia di Chuan Lu (Cina, Hong Kong)
- Niu pi, regia di Jiayin Liu (Cina)
- Odessa... Odessa!, regia di Michale Boganim (Francia, Israele)
- On the Outs, regia di Lori Silverbush e Michael Skolnik (USA)
- Oprosti za kung fu, regia di Ognjen Svilicic (Croazia)
- Pakostnik, regia di Tania Detkina (Russia)
- Pier Paolo Pasolini e la ragione di un sogno, regia di Laura Betti (Italia)
- Profils paysans: le quotidien, regia di Raymond Depardon (Francia)
- Putevoditel, regia di Aleksandr Shapiro (Ucraina)
- Quoi de neuf au Garet?, regia di Raymond Depardon (Francia)
- Ratziti Lihiyot Gibor, regia di Shiri Tsur (Israele)
- Sekai no owari, regia di Shiori Kazama (Giappone)
- Shin Sung-il-eui hangbang-bulmyung, regia di Jane Shin (Corea del Sud)
- Skagafjördur, regia di Peter B. Hutton (USA, Islanda)
- Stadt als Beute, regia di Miriam Dehne, Esther Gronenborn e Irene von Alberti (Germania)
- Ten Skies, regia di James Benning (USA)
- Terra in trance (Terra em Transe), regia di Glauber Rocha (Brasile)
- Topspot, regia di Tracey Emin (Regno Unito)
- Veer-Zaara, regia di Yash Chopra (India)
- Verschwende deine Jugend.doc, regia di Sigrid Harder e Jürgen Teipel (Germania)
- Vers Mathilde, regia di Claire Denis (Francia)
- Violent Days, regia di Lucile Chaufour (Francia)
- Die Vogelpredigt, regia di Clemens Klopfenstein (Svizzera)
- La volpe folle (Koiya koi nasuna koi), regia di Tomu Uchida (Giappone)
- Welfare, regia di Frederick Wiseman (USA)
- What I'm Looking For, regia di Shelly Silver (USA)
- Yamanaka Tokiwa: Ushiwakamaruto tokiwa gozen hahato kono monogatari, regia di Sumiko Haneda (Giappone)
- Yan mo, regia di Li Yifan, Yan Yu (Cina)
- Yeoja, Jeong-hye, regia di Lee Yoon-ki (Corea del Sud)
- Les yeux clairs, regia di Jérôme Bonnell (Francia)
- Zero Degrees of Separation, regia di Elle Flanders (Canada)

### Kinderfilmfest/14plus
- Bazi, regia di Gholam Reza Ramezani (Iran)
- Bluebird, regia di Mijke de Jong (Paesi Bassi)
- Le château des autres, regia di Pierre-Luc Granjon (Francia)
- Cirkeline og verdens mindste superhelt, regia di Jannik Hastrup (Danimarca)
- The Djarn Djarns, regia di Wayne Blair (Australia)
- Does God Play Football, regia di Michael A. Walker (Regno Unito)
- Falla vackert, regia di Lena Hanno (Svezia)
- I figli della guerra (Voces inocentes), regia di Luis Mandoki (Messico, USA, Porto Rico)
- Fjorton suger, regia di Filippa Freijd, Martin Jern, Emil Larsson e Henrik Norrthon (Svezia)
- Hana to Arisu, regia di Shunji Iwai (Giappone)
- Hayat, regia di Gholam Reza Ramezani (Iran)
- How to Make Friends, regia di Kara Miller (Regno Unito)
- Ikke naken, regia di Torun Lian (Norvegia)
- Italyanets, regia di Andrey Kravchuk (Russia)
- Kerosene Creek, regia di Michael Bennett (Nuova Zelanda)
- Die kleine Monsterin, regia di Ted Sieger e Alexandra Schatz (Germania, Svizzera, Svezia)
- Lard, regia di Ornette Spenceley (Regno Unito)
- Lilla grisen flyger, regia di Alicja Jaworski (Danimarca, Svezia)
- The Little Things, regia di Reina Webster (Nuova Zelanda)
- The Mighty Celt, regia di Pearse Elliott (Irlanda, Regno Unito)
- Min far er bokser, regia di Morten Giese (Danimarca, Svezia)
- My Summer of Love, regia di Paweł Pawlikowski (Regno Unito)
- No Man's Land, regia di Clara Glynn (Regno Unito)
- Odins Øje, regia di Maria Mac Dalland (Danimarca)
- Pelikaanimies, regia di Liisa Helminen (Finlandia)
- Pilala, regia di Theo Papadoulakis (Grecia)
- Populärmusik från Vittula, regia di Reza Bagher (Svezia, Finlandia)
- Pro Myschonka, regia di Maria Mouat (Russia)
- Rain Is Falling, regia di Holger Ernst (Germania)
- Redzi, Trusi... tetis brauc uz Londonu, regia di Nils Skapans (Lettonia)
- Saimir, regia di Francesco Munzi (Italia)
- Sennenbi, regia di Naoki Segi (Giappone)
- Sipur Kaits, regia di Shmuel Peleg Haimovitch (Israele)
- Skeleton Woman, regia di Edith Pieperhoff (Irlanda, Regno Unito)
- Skyggen i Sara, regia di Karla Nielsen (Danimarca)
- Turtles Can Fly (Lakposhtha parvaz mikonand), regia di Bahman Ghobadi (Iran, Francia, Iraq)
- Vent, regia di Erik van Schaaik (Paesi Bassi)
- Wackelkontakt, regia di Ralph Etter (Germania, Svizzera)
- Zhe Ge Jia Qi Te Bie Chang, regia di Li Hong (Cina)

### Perspektive Deutsches Kino
- Am Tag als Bobby Ewing starb, regia di Lars Jessen (Germania)
- Blackout, regia di Maximilian Erlenwein (Germania)
- Dancing with Myself, regia di Judith Keil e Antje Kruska (Germania)
- Edelweisspiraten, regia di Niko von Glasow (Germania, Svizzera, Paesi Bassi, Lussemburgo)
- Happy End, regia di Sebastian Strasser (Germania)
- Janine F., regia di Teresa Renn (Germania)
- Katze im Sack, regia di Florian Schwarz (Germania)
- Das Lächeln der Tiefseefische, regia di Till Endemann (Germania)
- Netto, regia di Robert Thalheim (Germania)
- Was lebst Du?, regia di Bettina Braun (Germania)
- Weltverbesserungsmaßnahmen, regia di Jörn Hintzer e Jakob Hüfner (Germania)

### Retrospettiva
- 2001: Odissea nello spazio (2001: A Space Odyssey), regia di Stanley Kubrick (Regno Unito, USA)
- Agente Lemmy Caution: missione Alphaville (Alphaville, une étrange aventure de Lemmy Caution), regia di Jean-Luc Godard (Francia, Italia)
- Alien, regia di Ridley Scott (Regno Unito, USA)
- L'amico americano (Der amerikanische Freund), regia di Wim Wenders (Germania Ovest, Francia)
- L'appartamento (The Apartment), regia di Billy Wilder (USA)
- Arancia meccanica (A Clockwork Orange), regia di Stanley Kubrick (Regno Unito, USA)
- Il bacio dell'assassino (Killer's Kiss), regia di Stanley Kubrick (USA)
- Barry Lyndon, regia di Stanley Kubrick (Regno Unito, USA, Irlanda)
- Brazil, regia di Terry Gilliam (Regno Unito)
- Cabaret, regia di Bob Fosse (USA)
- Chi ha paura di Virginia Woolf? (Who's Afraid of Virginia Woolf?), regia di Mike Nichols (USA)
- La corazzata Potëmkin (Bronenosets Potyomkin), regia di Sergej Ėjzenštejn (Unione Sovietica)
- Il cuoco, il ladro, sua moglie e l'amante (The Cook, the Thief, His Wife & Her Lover), regia di Peter Greenaway (Paesi Bassi, Regno Unito, Francia)
- Day of the Fight, regia di Stanley Kubrick (USA)
- La donna che visse due volte (Vertigo), regia di Alfred Hitchcock (USA)
- Il dottor Stranamore (Dr. Strangelove or: How I Learned to Stop Worrying and Love the Bomb), regia di Stanley Kubrick (USA, Regno Unito)
- L'eclisse, regia di Michelangelo Antonioni (Italia, Francia)
- E la nave va, regia di Federico Fellini (Italia, Francia)
- Eyes Wide Shut, regia di Stanley Kubrick (USA, Regno Unito)
- Fiamme nella miniera (Schlagende Wetter), regia di Karl Grune (Germania)
- Flying Padre, regia di Stanley Kubrick (USA)
- Full Metal Jacket, regia di Stanley Kubrick (Regno Unito, USA)
- Gattaca - La porta dell'universo (Gattaca), regia di Andrew Niccol (USA)
- L'inafferrabile (Spione), regia di Fritz Lang (Germania)
- Lolita, regia di Stanley Kubrick (Regno Unito, USA)
- Medea, regia di Pier Paolo Pasolini (Italia, Francia, Germania Ovest)
- Mio zio (Mon oncle), regia di Jacques Tati (Francia, Italia)
- Misterioso omicidio a Manhattan (Manhattan Murder Mystery), regia di Woody Allen (USA)
- Mughal-E-Azam, regia di K. Asif (India)
- Muriel, il tempo di un ritorno (Muriel ou Le temps d'un retour), regia di Alain Resnais (Francia, Italia)
- Orizzonti di gloria (Paths of Glory), regia di Stanley Kubrick (USA)
- Primavera (Vesna), regia di Grigori Aleksandrov (Unione Sovietica)
- Rapina a mano armata (The Killing), regia di Stanley Kubrick (USA)
- Sacrificio (Offret), regia di Andrej Tarkovskij (Svezia, Regno Unito, Francia)
- La sala della musica (Jalsaghar), regia di Satyajit Ray (India)
- Scarpette rosse (The Red Shoes), regia di Michael Powell e Emeric Pressburger (Regno Unito)
- The Seafarers, regia di Stanley Kubrick (USA)
- Seopyeonje, regia di Im Kwon-taek (Corea del Sud)
- Shining (The Shining), regia di Stanley Kubrick (Regno Unito, USA)
- La signora di Shanghai (The Lady from Shanghai), regia di Orson Welles (USA)
- Il silenzio (Tystnaden), regia di Ingmar Bergman (Svezia)
- Silkwood, regia di Mike Nichols (USA)
- Solo Sunny, regia di Konrad Wolf e Wolfgang Kohlhaase (Germania Est)
- Spartacus, regia di Stanley Kubrick (USA)
- Strategia del ragno, regia di Bernardo Bertolucci (Italia)
- Tempesta di ghiaccio (The Ice Storm), regia di Ang Lee (Francia, USA)
- Tempo di divertimento (Playtime), regia di Jacques Tati (Francia, Italia)
- Vaghe stelle dell'Orsa..., regia di Luchino Visconti (Italia)
- Veronika Voss (Die Sehnsucht der Veronika Voss), regia di Rainer Werner Fassbinder (Germania Ovest)
- Via col vento (Gone with the Wind), regia di Victor Fleming (USA)
- Via dei pompieri N. 25 (Tüzoltó utca 25.), regia di István Szabó (Ungheria)
- Vive l'amour (Ai qing wan sui), regia di Tsai Ming-liang (Taiwan)
- Wangshibri, regia di Im Kwon-taek (Corea del Sud)
- Yukinojô henge, regia di Kon Ichikawa (Giappone)

### Selling Democracy II - Winning the Peace
- 10 cm breiter, regia di Heinz Fischer (Germania Est)
- Adventure In Sardinia, regia di Peter Baylis (Regno Unito)
- Alles Gute gelingt auch (AGGA), regia di Hans Fischerkoesen (Germania)
- Les aventures extraordinaires d'un litre de lait, regia di Alain Pol (Francia)
- Brigade Anton Trinks, regia di Günter Mühlpforte (Germania Est)
- La città assediata (The Big Lift), regia di George Seaton (USA)
- Corinth Canal, regia di John Ferno (Grecia)
- Eine Stadt hilft sich selbst, regia di Willy Zeunert (Germania)
- Ein Experiment, regia di Rudolf Krohne (Germania)
- Ein Vorschlag zur Güte, regia di Wolfgang Kiepenheuer (Germania Ovest)
- Frauen stehen ihren Mann, regia di Walter Brandes (Germania Ovest)
- Freie Universität, regia di Wolfgang Kiepenheuer (Germania)
- Frischer Wind in alten Gassen, regia di Fritz Peter Buch (Germania Ovest)
- Jungen unter sich, regia di Ernst Hess (Germania Ovest)
- The Jungle That Was, regia di Roger Verdier (Francia)
- Kampf um Wasser, regia di Richard Groschopp (Germania Est)
- Kleine Stadt - Großes Leben (Helmstedt), regia di Walter Pindter (Germania Ovest)
- Der leere Stuhl, regia di Johannes Lüdke (Germania Ovest)
- The Living Stream, regia di Arne Sucksdorff (Svezia, Danimarca, Norvegia)
- Mädchen mit dem Schraubenzieher, regia di Richard Groschopp (Germania)
- Marketing, regia di Pierre Long (Regno Unito)
- Men And Machines, regia di Diana Pine (Regno Unito)
- L'or du Rhône, regia di François Villiers (Francia)
- Scandalo internazionale (A Foreign Affair), regia di Billy Wilder (USA)
- A Ship Is Born, regia di Ubaldo Magnaghi (Italia)
- Shoot The Nets, regia di Herman van der Horst (Paesi Bassi)
- Silkmakers Of Como, regia di Ubaldo Magnaghi (Italia)
- Il treno ferma a Berlino (Berlin Express), regia di Jacques Tourneur (USA)
- Turbine I, regia di Joop Huisken (Germania Est)
- Und was meinen Sie dazu?, regia di Eva Kroll (Germania Ovest)
- Der unsichtbare Stacheldraht, regia di Eva Kroll (Germania Ovest)
- Village Without Words, regia di David Kurland (Italia)
- Werftarbeiter, regia di Wolf Hart (Germania Ovest)
- Die Wette gilt, regia di Heiner Carow (Germania Est)
- Der Wintermantel, regia di Richard Groschopp (Germania Est)
- Wir und die Anderen, regia di Ernst Niederreither (Germania Ovest)
- Zwei Städte, regia di Stuart Schulberg (Germania Ovest)

## Premi

### Premi della giuria internazionale
- Orso d'oro per il miglior film: U-Carmen di Mark Dornford-May
- Orso d'argento per il miglior regista: Marc Rothemund per La Rosa Bianca - Sophie Scholl
- Orso d'argento per la migliore attrice: Julia Jentsch per La Rosa Bianca - Sophie Scholl
- Orso d'argento per il miglior attore: Lou Taylor Pucci per Thumbsucker - Il succhiapollice
- Orso d'argento per il miglior contributo artistico: Tsai Ming-liang per la sceneggiatura di Il gusto dell'anguria
- Orso d'argento, gran premio della giuria: Kong que di Gu Changwei
- Orso d'argento per la migliore colonna sonora: Alexandre Desplat per Tutti i battiti del mio cuore
- Premio Alfred Bauer: Il gusto dell'anguria di Tsai Ming-liang
- Premio l'angelo azzurro: Paradise Now di Hany Abu-Assad

### Premi onorari
- Orso d'oro alla carriera: Im Kwon-taek, Fernando Fernán Gómez
- Berlinale Kamera: Daniel Day-Lewis, Katrin Saß, Helene Schwarz, Shochiku

### Premi della giuria "Cortometraggi"
- Orso d'oro per il miglior cortometraggio: Milk di Peter Mackie Burns
- Orso d'argento, premio della giuria (cortometraggi): ex aequo The Intervention di Jay Duplass e Jam Session di Izabela Plucinska
- Menzione speciale: Don Kishot be'Yerushalaim di Dani Rosenberg
- Panorama Short Film Award: Green Bush di Warwick Thornton
- Panorama Special Jury Prize: Tama tu di Taika Waititi
- Menzione speciale: Rhee Young-ran per la sua interpretazione in Sara Jeanne
- Menzione speciale: Bikini di Lasse Persson
- New York Film Academy Scholarship: Zgvis donidan... di George Ovashvili
- Prix UIP Berlin: Hoi Maya di Claudia Lorenz

### Premi delle giurie "Kindefilmfest" e "14plus"
- Children's Jury
- Orso di cristallo per il miglior film: Bluebird di Mijke de Jong
- Menzione speciale: Italyanets di Andrej Kravčuk
- Menzione speciale: Ikke naken di Torun Lian
- Orso di cristallo per il miglior cortometraggio: The Djarn Djarns di Wayne Blair
- Menzione speciale: Does God Play Football? di Michael A. Walker
- Menzione speciale: Vent di Erik van Schaaik

- Youth Jury
- Orso di cristallo per il miglior film: I figli della guerra di Luis Mandoki
- Menzione speciale: Turtles Can Fly di Bahman Ghobadi

- International Jury
- Grand Prix per il miglior film: Italyanets di Andrej Kravčuk
- Menzione speciale: Ikke naken di Torun Lian
- Special Prize per il miglior cortometraggio: Lilla grisen flyger di Alicja Jaworski
- Menzione speciale: The Little Things di Reina Webster
- Menzione speciale: Skeleton Woman di Edith Pieperhoff

### Premi delle giurie indipendenti
- Guild Prize: Follia di David Mackenzie
- Peace Film Award: Turtles Can Fly di Bahman Ghobadi
- Label Europa Cinemas: ex aequo Vai e vivrai di Radu Mihăileanu e Questa casa non è un albergo di Olivier Ducastel e Jacques Martineau
- Premio Caligari: Niu pi di Liu Jiayin
- Amnesty International Film Prize: Paradise Now di Hany Abu-Assad
- Femina Film Prize: Sabine Greunig per i costumi di Willenbrock
- Premio Manfred Salzgeber: Gamblers - Giochi malvagi di Frédéric Balekdjian
- Premio Wolfgang Staudte: Yan mo di Li Yifan e Yan Yu
- NETPAC Prize: Yeoja, Jeong-hye di Lee Yoon-ki
- Don Quijote Prize: Der irrationale Rest di Thorsten Trimpop
  - Menzione speciale: Mountain Patrol - Battaglia in paradiso di Lu Chuan
- Dialogue en Perspective: Netto di Robert Thalheim
  - Menzione speciale: Dancing with Myself di Judith Keil e Antje Kruska
- Premio della giuria ecumenica:
  - Competizione: La Rosa Bianca - Sophie Scholl di Marc Rothemund
  - Panorama: Vai e vivrai di Radu Mihăileanu
  - Forum: Ratziti Lihiyot Gibor di Shiri Tsur
- Premio FIPRESCI:
  - Competizione: Il gusto dell'anguria di Tsai Ming-liang
  - Panorama: Massaker di Monika Borgmann, Lokman Slim e Hermann Theissen
  - Forum: Niu pi di Liu Jiayin
- Premio CICAE:
  - Panorama: Ultranova di Bouli Lanners
  - Menzione speciale: Dallas Pashamende di Robert-Adrian Pejo
  - Forum: Odessa... Odessa! di Michale Boganim
  - Menzione speciale: Mahiru no hoshizora di Yosuke Nakagawa
  - Menzione speciale: Stadt als Beute di Miriam Dehne, Esther Gronenborn e Irene von Alberti
- Teddy Award:
  - Miglior lungometraggio: Un año sin amor di Anahí Berneri
  - Miglior documentario: Katzenball di Veronika Minder
  - Miglior cortometraggio: The Intervention di Jay Duplass
  - Premio dei lettori di Siegessäule: Transamerica di Duncan Tucker

### Premi dei lettori e del pubblico
- Premio del pubblico al miglior film (Panorama): Vai e vivrai di Radu Mihăileanu
- Premio del pubblico al miglior cortometraggio (Panorama): Hoi Maya di Claudia Lorenz
- Premio dei lettori del Berliner Mongerpost: Paradise Now di Hany Abu-Assad
- Premio dei lettori del Berliner Zeitung: Shin Sung-il-eui hangbang-bulmyung di Jane Shin